# رانیز پوینت (ویرجینیای غربی)
رانیز پوینت (به انگلیسی: Roneys Point) یک منطقهٔ مسکونی در ایالات متحده آمریکا است که در شهرستان اوهایو، ویرجینیای غربی واقع شده‌است.